# جون بول دافيد
جون بول دافيد (بالفرنسية: Jean-Paul David) هو عضو في المقاومة الفرنسية ‏ وسياسي فرنسي، ولد في 14 ديسمبر 1912 في Miélan ‏ في فرنسا، وتوفي في 31 يوليو 2007 في فرساي في فرنسا. نشط حزبياً في Republican, Radical and Radical-Socialist Party ‏. وقد انتخب عضو مجلس الشيوخ من المجتمع ‏ وانتخب رئيس بلدية ‏ وانتخب نائب فرنسي عن دائرة  خلال فترته النيابية ‏ (9 ديسمبر 1958 – 9 أكتوبر 1962).